# 凱旋門 (小説)
『凱旋門』（がいせんもん、仏: Arc de Triomphe）は、1946年にエーリヒ・マリア・レマルクによって発表された小説である。

## あらすじ
1938年から1939年晩夏のパリを舞台に、ナチスの影におびえ復讐相手を追い続ける日々を生きる医師ラヴィックと女優ジョアンの鮮烈な恋を中心に、時代に翻弄されながらもひたむきに生き抜く人々を描く。

## 主な登場人物
- ラヴィック：フランスに不法入国したドイツ人外科医。
- ジョアン：孤独な若い歌手・女優。
- ボリス：ラヴィックの友人。
- フランソワーズ：ラヴィックたちをかくまう宿屋の女主人。

## 映画化
1948年にルイス・マイルストン監督、イングリッド・バーグマン、シャルル・ボワイエ主演により『凱旋門』（原題：Arch of Triumph）として映画化された。
また、1985年にはアンソニー・ホプキンス主演で1948年の映画版をリメイクしたテレビ映画『Arch of Triumph』がイギリスで製作された。

## 舞台化
- 2000年に宝塚歌劇団雪組によってミュージカル化された。主演は轟悠、月影瞳。2018年に18年ぶりに初演と同じく雪組にて再演。主演は轟悠(専科)、望海風斗、真彩希帆。[4]。

## 日本語訳
- 井上勇訳 板垣書店(上下) 1947年
  - 英訳およびフランス訳からの訳
- 前田純敬訳 共和出版社 1953年
- 山西英一訳 新潮文庫(上下) 1955年
  - ドイツ語版よりの訳
  - 世界文学全集・河出書房新社 新版1980年。ブッキング 2007年